# Liste mittelalterlicher Wohntürme in Rom
Wie in zahlreichen anderen Städten, so errichteten sich auch in Rom einige wohlhabende Familien Wohntürme, sogenannte Geschlechtertürme. Die meisten dieser Türme stammen wenigstens im Kern aus dem 12. Jahrhundert. Zu ihrer Bauzeit war die Einwohnerzahl der „ewigen Stadt“ gegenüber ihrer antiken Blütezeit auf etwa 1 %, in Worten ein Prozent geschrumpft. Daher wurden diese Wohntürme großenteils aus Ziegelsteinen von Ruinen errichtet, Spolienziegeln.
| Gebäude                                          | Anmerkungen | Foto                                   |
| ------------------------------------------------ | --- | -------------------------------------- |
| Torre degli Anguillara                           | 13. Jh., später verändert | Torre degli Anguillara                 |
| Torre degli Annibaldi                            | 1204 |                                        |
| Torre dei Borgia                                 | 12. Jh. |                                        |
| Torre Caetani                                    | 12. u. 13. Jh., Spitzbogenportal |                                        |
| Torre dei Capocci                                | errichtet gegen Ende des 12. Jh. aus Ziegeln der Trajansthermen                                                                        |                                        |
| Torre dei Graziani                               | cerrichtet gegen Ende des 12. Jh. aus Ziegeln der Trajansthermen                                                                       |                                        |
| Torre di Centocelle                              | 12. Jh. | Torre di Centocelle (o di S. Giovanni) |
| Torre Colonna                                    | 1247 |                                        |
| Torre dei Conti                                  | 1238 |                                        |
| Torre dei Crescenzi                              | auf Basis eines Turms aus dem 12. Jh.                                                                                                  |                                        |
| Torre dei Grassi                                 | wahrsch. 12. Jh. |                                        |
| Torre del Grillo                                 | 1223, ab 1675 mit einem barocken Palazzo umbaut                                                                                        |                                        |
| Torre Marancia oder Torre di San Tommaso         | 18. Jh., wesentlich ältere Vorgänger                                                                                                   |                                        |
| Torre dei Margani                                | 14-–16. Jh. |                                        |
| Torre dei Mellini oder Tor Millina               | 14. Jh. mit wesentlich älteren Anfängen                                                                                                |                                        |
| Torre delle Milizie                              | Anfang 13. Jh., Name wohl nach umgebendem Stadtteil                                                                                    |                                        |
| Torre del Papito all’Argentina                   | 12. Jh., einer der Wohntürme der Familie Pierleoni, benannt nach einem dieser Familie angehörenden Gegenpapst („Päpstchen“)            |                                        |
| Torri e case dei Pierleoni al Teatro di Marcello | 12. Jh., ein Wohnturm der Familie Perleoni, in der Nähe des Amphitheaters des Kaisers Marcellus, auch als Zweites Colosseum bezeichnet |                                        |
| Tor Sanguigna                                    | 11. Jh. |                                        |
| Torre della Scimmia, auch Torre dei Frangipane   | 15. Jh. |                                        |